# Danelle Kabush
Danelle Kabush es una deportista canadiense que compitió en triatlón. Ganó tres medallas en el Campeonato Mundial de Xterra Triatlón entre los años 2004 y 2008.

## Palmarés internacional
| Campeonato Mundial | Campeonato Mundial    | Campeonato Mundial | Campeonato Mundial |
| Año                | Lugar                 | Medalla            | Prueba             |
| ------------------ | --------------------- | ------------------ | ------------------ |
| 2004               | Maui (Estados Unidos) | Medalla de bronce  | Individual         |
| 2006               | Maui (Estados Unidos) | Medalla de plata   | Individual         |
| 2008               | Maui (Estados Unidos) | Medalla de plata   | Individual         |